# Heiratsversicherung
Die Heirats- oder Aussteuerversicherung ist eine Form der kapitalbildenden Lebensversicherung, die von einem Versicherungsnehmer, oft den Eltern oder einem Elternteil, für ein unterhaltsberechtigtes Kind als dem Begünstigten abgeschlossen werden kann. Für ab dem 1. Januar 2005 neu abgeschlossene Versicherungen werden die gezahlten Prämien nach dem Alterseinkünftegesetz nicht mehr als Sonderausgaben berücksichtigt. Die Versicherungsleistung muss versteuert werden.

## Vertragsbestimmungen
Bei Heiratsversicherungen gelten vielfach folgende Allgemeine Versicherungsbedingungen – selbstredend können diese von den hier dargestellten in Details abweichen.

### Eintrittsalter
Das Kind darf bei Abschluss der Versicherung das 12. Lebensjahr noch nicht vollendet haben.

### Leistung bei Heirat oder Ablauf
Die Versicherungsleistung in Höhe der vereinbarten Versicherungssumme erfolgt
- zum 18. Geburtstag des Kindes, falls dieses vor dem 18. Geburtstag heiratet,
- zum Zeitpunkt der Heirat, falls das Kind zwischen dem 18. und 25. Geburtstag heiratet,
- zum 25. Geburtstag des Kindes, falls es bis dahin nicht geheiratet hat.

Zu der Höhe der aus einem Versicherungsvertrag ausgezahlten Versicherungssumme kann sich eine Auskunftsverpflichtung des Versicherungsnehmers gegenüber dem Begünstigten gemäß § 242 BGB nach Treu und Glauben aufgrund einer zwischen den Beteiligten bestehenden Rechtsbeziehung ergeben.

### Leistung im Todesfall
Stirbt das Kind während der Laufzeit der Versicherung, so werden die bis dahin eingezahlten Prämien zurückerstattet. Stirbt der Versicherungsnehmer vor Eintritt des Versicherungsfalls, wird die Versicherung beitragsfrei weitergeführt und die volle Versicherungssumme ausbezahlt (sog. Terminfixversicherung).

### Prämienzahlung
Der Versicherungsnehmer leistet regelmäßige Prämien, die Beitragszahlung endet jedoch
- bei Eintritt des Versicherungsfalles und
- bei Tod des Versicherungsnehmers oder des Begünstigten.

### Prämienbestandteile
Mit den Prämien müssen
- das Heiratsrisiko – die Versicherungsleistung kann ja bereits vor dem 25. Geburtstag der Tochter fällig werden – und
- ein Todesfallrisiko abgedeckt – wenn der Versicherungsnehmer stirbt, wird der Vertrag beitragsfrei fortgesetzt –
- die Versicherungssumme angespart,
- die Abschluss- und Verwaltungskosten des Versicherungsunternehmens abgedeckt
- und in Österreich die Versicherungssteuer von 4 % bezahlt werden.

Die garantierte Versicherungssumme kann daher infolge des hohen und daher teuren Heiratsrisikos durchaus kleiner sein als die Summe der bis zum Alter 25 zu zahlenden Beiträge.

### Überschussbeteiligung
Heiratsversicherungen sind so wie klassische gemischte Versicherungen überschussbeteiligt, neben Zins- und Kostengewinnen gibt es auch Risikogewinne, doch ist das Risikoergebnis bei dieser Versicherungsart häufig negativ.
Überschüsse werden verzinslich angesammelt und bei Vertragsende zusammen mit der Versicherungsleistung ausbezahlt.

## Ergänzungen
Die Aussteuerversicherung nimmt im Versicherungswesen insofern eine Sonderstellung ein, als die Versicherungsleistung fällig wird, obwohl der Versicherungsfall zwar nicht vom Versicherungsnehmer, jedoch von den Begünstigten vorsätzlich herbeigeführt wird. Die Beweislast, etwa für eine wirksame Eheschließung des Begünstigten, trägt der Versicherungsnehmer.
Sofern die Versicherung nicht vor Fälligkeit durch Rückkauf verwertet wurde und die Auszahlung der Versicherungssumme während des laufenden Bezuges von Arbeitslosengeld II fällig wird, ist der ausgezahlte Betrag als Vermögen zu werten. In Fällen, in denen das Geld an das Kind weitergeleitet wird, ist die Rückübertragung nach § 528 BGB zu prüfen.